# Ufficio del Waqf sciita
L'Ufficio del Waqf sciita è un'amministrazione irachena creata dal Consiglio di governo iracheno all'indomani della caduta del regime di Saddam Hussein.
Esso fu creato dalla dissoluzione del Ministero degli Awqaf e degli Affari religiosi del precedente regime Ba'th, scorporando le competenze concernenti i Santuari, le moschee, i seminari (hawza) e tutte le dotazioni religiose pertinenti a tale confessione sciita.
Il suo compito è la gestione di tali dotazioni concernenti i luoghi di culto degli sciiti in Iraq.

## Quadro normativo
La creazione dell'ufficio avvenne con la Risoluzione 29 del 30 agosto 2003, che disponeva la dissoluzione del Ministero degli Awqaf e degli Affari religiosi (Wizarat al-Awqaf) e la realizzazione di tre distinti uffici (Waqf office, Diwan al-Waqf) per la gestione dei luoghi di culto sunniti, sciiti e delle altre religioni minoritarie:
- l'Ufficio del Waqf sunnita (Sunni Endowment Diwan)
- l'Ufficio del Waqf sciita (Shiite Endowment Diwan)
- l'Ufficio del Waqf delle comunità religiose non musulmane (Christian, Ezidian and Sabean Mandaean Endowment Diwan).

Inizialmente, la maggior parte dei beni gestiti dal precedente Ministero furono ascritti al Waqf sunnita, in quanto tradizionalmente soltanto i sunniti erano organizzati con strutture statali, ma già con la legge dell'atabat, del dicembre 2005, i Santuari sciiti iracheni passarono sotto l'amministrazione del Waqf sciita, seguiti negli anni seguenti da molte moschee in diverse località irachene, precedentemente attribuite al Waqf sunnita.
La nomina del Presidente era governativa, del primo ministro, ma la legge del 2005 riconobbe legalmente il ruolo del grande marija, nella persona di Ali al-Sistani, come avente voce in capitolo nell'approvazione di tutto ciò che concerne il Waqf sciita, mentre mancava ancora un'analoga figura per il Waqf sunnita. Nell'ottobre 2012 la legge 57 per la regolamentazione e il sovvenzionamento delle dotazioni religiose sciite confermò che il presidente dell'ufficio del Waqf sciita, prima della nomina del Primo Ministro, dovesse ricevere l'approvazione del grande Ayatollah sciita, mentre la legge 56 concernente il Waqf sunnita attribuiva un'analoga prerogativa a un organo consultivo a tal fine istituito, il Consiglio degli ulema sunniti.

## Waqf sciita
Durante il regime di Saddam Hussein, la politica del Ministero degli Awqaf e degli affari religiosi era percepita dagli sciiti come discriminatoria verso tale componente, pertanto nell'agosto 2003 il Consiglio di transizione abolì tale ministero dando libertà alle diverse confessioni di operare in modo indipendente, così da consentire libertà di religione. Questo determinò il problema di assegnare ogni sito religioso a una determinata confessione, con rivalità tra i gruppi religiosi per accaparrarsi il controllo di ciascun sito iracheno. Nel 2004 fu così formata una commissione di esperti, che includeva membri del clero sciita e sunnita, per risalire ai donatori e fondatori delle diverse opere, che si basava sui registri catastali del precedente Ministero, finendo col separare radicalmente e rendere oggetto di contesa i siti religiosi in precedenza neutrali e genericamente islamici.
Nel dicembre 2005 la legge detta 'atabat' assegnò la gestione dei cinque maggiori Santuari sciiti iracheni al Waqf sciita, ma fu contestata dal presidente dell'ufficio del Waqf sunnita al-Sumarrai, in quanto tali santuari erano tradizionalmente amministrati da famiglie sunnite, segnatamente quello di Samarra, aprendo una disputa che si è conclusa nel 2012 confermando l'assegnazione al Waqf sciita.
Molte moschee, specialmente quelle costruite durante il regime Baath, avevano inoltre dotazioni commerciali molto remunerative, determinando una competizione anche economica per la spartizione delle stesse. Nel periodo della prima insorgenza sunnita, tra il 2006 e il 2008, molti imam sunniti furono estromessi con la forza dalle moschee loro assegnate dall'amministrazione Bath, e vi furono in tal modo appropriazioni da parte del Waqf sciita. Nel 2008 fu istituita una seconda commissione legale, per risolvere le controversie concernenti i siti rivendicati da entrambe le confessioni, che tuttavia entrò in stallo in quanto il Waqf sciita contestava la validità dei documenti risalenti al regime di Saddam Hussein.
Negli anni recenti della guerra civile irachena, alcune dispute concernenti antiche moschee della capitale Bagdad, ospitanti vestigia risalenti a entrambe le confessioni e che non potevano pertanto essere nettamente attribuite ad una soltanto di esse, si sono infine risolte a favore del Waqf sciita. A seguito della conquista di Mosul allo Stato islamico, anche antiche moschee di tale città sono divenute oggetto del contendere.

## Lista dei presidenti
- Hussein as-Shami, dal 2003 al 2005
- Salih Muhammed al-Haidari, dal 2005 al 2015
- Ala’ al-Mussawi, dal 2015